# Sing (canción de Ed Sheeran)
«Sing» es una canción del cantautor británico Ed Sheeran y del cantante estadounidense Pharrell Williams. La canción fue lanzada como descarga digital el 7 de abril de 2014, que sirve como el primer sencillo de su segundo álbum de estudio de Ed Sheeran, x. La canción contiene influencias del pop y del R&B y está inspirada en los trabajos de Justin Timberlake. Encabezó las listas de sencillos de Australia, Irlanda y el Reino Unido convirtiéndose en su primer número uno en dichos países.
Una versión junto al coreano PSY fue lanzada en el PSY 7th Album (2015).

## Video musical
El video está protagonizado por un muñeco que personifica a Ed Sheeran. Este realiza un lujurioso recorrido en una limusina por las calles de Brooklyn y bares rodeado de varias mujeres. Luego termina cantando en un karaoke en el que seduce a la barwoman e interactúa con unos ejecutivos de origen asiático. También se encuentra con el verdadero Ed Sheeran y Pharrell Williams. El clip fue nominado a un premio MTV Video Music Award 2014 en la categoría Mejor video masculino.

## Lista de canciones
| Descarga digital – Single |        |          |  |
| N.º                       | Título | Duración |  |
| 1.                        | «Sing» | 3:55     |  |

| CD single |                                    |          |  |
| N.º       | Título                             | Duración |  |
| 1.        | «Sing»                             | 3:55     |  |
| 2.        | «Sing» (Live @ 1LIVE Radiokonzert) | 6:49     |  |

| Descarga digital – Extended play |                                    |          |  |
| N.º                              | Título                             | Duración |  |
| 1.                               | «Sing» (Live @ 1LIVE Radiokonzert) | 6:49     |  |
| 2.                               | «Sing» (Trippy Turtle Remix)       | 4:06     |  |
| 3.                               | «Friends»                          | 3:10     |  |

## Posicionamiento en listas y certificaciones
| Listas (2014)                         | Mejor posición |
| ------------------------------------- | -------------- |
| Alemania (Offizielle Deutsche Charts) | 7              |
| Australia (ARIA)                      | 1              |
| Austria (Ö3 Austria Top 40)           | 11             |
| Bélgica (Flandes) (Ultratop 50)       | 29             |
| Bélgica (Valonia) (Ultratop 50)       | 31             |
| Brasil (Hot 100 Airplay)              | 60             |
| Canadá (Hot 100)                      | 4              |
| Dinamarca (Tracklisten)               | 15             |
| Escocia (Scottish Singles Top 40)     | 1              |
| Eslovaquia (Radio Top 100 Chart)      | 34             |
| España (Top 100 Canciones)            | 37             |
| Estados Unidos (Billboard Hot 100)    | 13             |
| Estados Unidos (Pop Songs)            | 6              |
| Estados Unidos (Adult Contemporary)   | 22             |
| Estados Unidos (Adult Pop Songs)      | 4              |
| Finlandia (OFC)                       | 17             |
| Francia (SNEP)                        | 11             |
| Hungría (Single Top 20)               | 13             |
| Irlanda (IRMA)                        | 1              |
| Israel (Media Forest)                 | 1              |
| Italia (FIMI)                         | 2              |
| Japón (Japan Hot 100)                 | 69             |
| México (Monitor Latino)               | 38             |
| Nueva Zelanda (Recorded Music NZ)     | 3              |
| Países Bajos (Dutch Top 40)           | 27             |
| Polonia (Polish Airplay Top 100)      | 7              |
| Reino Unido (UK Singles Chart)        | 1              |
| República Checa (Radio Top 100 Chart) | 35             |
| Suecia (Sverigetopplistan)            | 36             |
| Suiza (Schweizer Hitparade)           | 8              |
| Venezuela (Reportland Top 50)         | 20             |

| País           | Organismo certificador | Certificación       | Ventas    | Ref.   |
| -------------- | ---------------------- | ------------------- | --------- | ------ |
| Alemania       | BVMI                   | Oro                 | 200 000   | [ 36 ] |
| Australia      | ARIA                   | 3× Platino          | 210 000   | [ 37 ] |
| Canadá         | Music Canada           | 2× Platino          | 160 000   | [ 38 ] |
| Dinamarca      | IFPI — Dinamarca       | Platino (Streaming) | 2 600 000 | [ 39 ] |
| Estados Unidos | RIAA                   | 2× Platino          | 2 000 000 | [ 40 ] |
| Italia         | FIMI                   | 2× Platino          | 60 000    | [ 41 ] |
| Nueva Zelanda  | RIANZ                  | Platino             | 15 000    | [ 42 ] |
| Suecia         | GLF                    | Platino             | 40 000    | [ 43 ] |
| Suiza          | IFPI Suiza             | Oro                 | 15 000    | [ 44 ] |
| Reino Unido    | BPI                    | Platino             | 600 000   | [ 45 ] |

## Sucesión en listas
| Anterior: «Geronimo» de Sheppard       | ARIA Singles Chart — Sencillo Nro 1 5 de mayo de 2014 — 11 de mayo de 2014   | Siguiente: «Que Sera» de Justice Crew  |
| Anterior: «All of Me» de John Legend   | Irish Singles Chart — Sencillo Nro 1 15 de mayo de 2014 — 21 de mayo de 2014 | Siguiente: «Stay with Me» de Sam Smith |
| Anterior: «I Wanna Feel» de SecondCity | UK Singles Chart — Sencillo Nro 1 8 de junio de 2014 — 14 de junio de 2014   | Siguiente: «Ghost» de Ella Henderson   |

## Historial de lanzamientos
| País          | Fecha              | Discográfica | Formato                     |
| ------------- | ------------------ | ------------ | --------------------------- |
| Australia     | 7 de abril de 2014 | Warner Music | Descarga digital (sencillo) |
| Alemania      | 7 de abril de 2014 | Warner Music | Descarga digital (sencillo) |
| Irlanda       | 7 de abril de 2014 | Warner Music | Descarga digital (sencillo) |
| Nueva Zelanda | 7 de abril de 2014 | Warner Music | Descarga digital (sencillo) |
| [ 8 ]         | 23 de mayo de 2014 |              | CD                          |
| Irlanda       | 30 de mayo de 2014 | Warner Music | Descarga digital (EP)       |
| Reino Unido   | 1 de junio de 2014 | Warner Music | Descarga digital (sencillo) |